# Política de apaziguamento

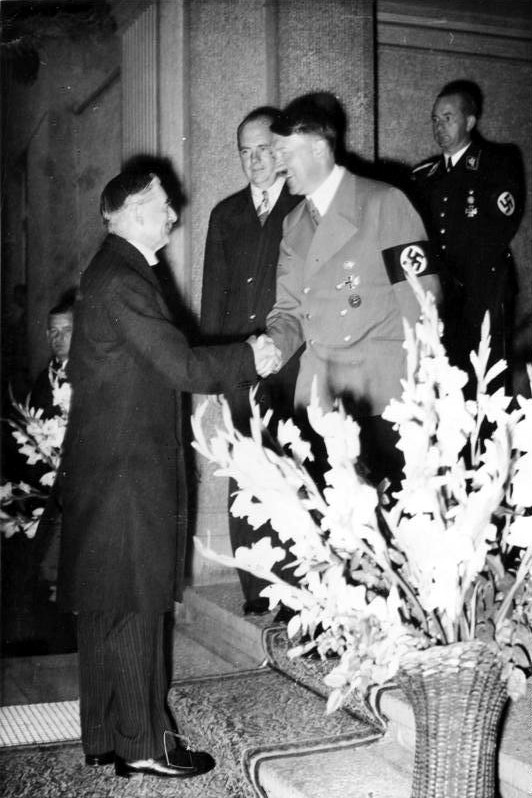
Neville Chamberlain se encontrando com Adolf Hitler, em 1938.

A política de apaziguamento é uma manobra estratégica, causada por pragmatismo, temor da guerra ou convicção moral, pela qual um Estado-nação aceita condições impostas por outro ou outros, em vez de resistir pela força armada.
Desde a Segunda Guerra Mundial, o termo adquiriu uma conotação negativa, de fraqueza, covardia e auto-ilusão, devido ao fracasso da política de apaziguamento de Neville Chamberlain com Adolf Hitler.

## Na Segunda Guerra Mundial
Impressionados com o elevado custo em vidas humanas da Primeira Guerra Mundial, grupos políticos europeus convenceram-se de que a paz com a Alemanha deveria ser mantida a qualquer custo, mesmo que tivessem de ignorar as constantes violações de Hitler a diversos tratados internacionais.
O auge desta política deu-se na Conferência de Munique, de 1938, na qual o Primeiro-Ministro britânico Neville Chamberlain aceitou as garantias oferecidas por Hitler para manter o equilíbrio europeu, sacrificando a Tchecoslováquia à Alemanha.
| “ | Paz para o nosso tempo. | ” |

Desmembramento da Tchecoslováquia entre Setembro de 1938 e Março de 1939.

A invasão da Polônia, em 1939, demonstrou o fracasso da política de apaziguamento, o que causou a derrota de Chamberlain num voto de censura (moção de censura) na Câmara dos Comuns contra Winston Churchill em 1940.
Diante da política expansionista alemã, Inglaterra e França acreditaram em certo momento que a política de apaziguamento seria a única saída para impedir o avanço do nazismo.
A "política de apaziguamento" em relação à agressiva política expansionista de Hitler foi colocada em prática principalmente pela Inglaterra e França no episódio da anexação dos Sudetos, porque Inglaterra e França desejavam evitar um enfrentamento já que eram conhecidos os planos do führer para a conquista do seu "espaço vital" no Leste Europeu. Inglaterra e França acreditaram que Hitler combateria a ascensão do comunismo soviético.
A política de apaziguamento não foi bem-sucedida porque a Inglaterra cedeu na militarização da Alemanha em descumprimento do Tratado de Versalhes, cedeu à anexação da Áustria (Anschluss), à anexação dos Sudetos e quando invadiu, juntamente com a Rússia, a Polônia, foi a França que declarou guerra à Alemanha e só aí o Reino Unido foi obrigado intervir também. Em 1942, a esse respeito, Churchill profetizou:
| “ | Entre a desonra e a guerra, eles escolheram a desonra, e terão a guerra. | ” |